# Hallur Þórarinsson
Hallur Þórarinsson fue un escaldo de Islandia hacia el siglo XII que estuvo al servicio del jarl de las Orcadas Rögnvald Kali Kolsson. Según la saga Orkneyinga, era hijo de Þórarinn breiðmagi (apodado amplio vientre), pero no existe otra fuente contemporánea que respalde este argumento. Se especula que Hallur estaba relacionado con el clan familiar del padre adoptivo de Ari Þorgilsson, también llamado Hallur Þórarinsson (1017 – ¿?)  de Haukadalur, o quizás los Síðumenn (los descendientes del caudillo Síðu-Hallur) uno de los cuales también se apodaba breiðmagi y con vínculos con los jarls de las Orcadas.
Según la saga, Hallur Þórarinsson y el jarl Rögnvald compusieron juntos el poema Háttalykill inn forni.